# Xã Upper Salford, Quận Montgomery, Pennsylvania
Xã Upper Salford (tiếng Anh: Upper Salford Township) là một xã thuộc quận Montgomery, tiểu bang Pennsylvania, Hoa Kỳ. Năm 2010, dân số của xã này là 3.299 người.